# 西街道 (葫芦岛市)
西街道，是中华人民共和国辽宁省葫芦岛市龙港区下辖的一个乡镇级行政单位。

## 行政区划
西街道下辖以下地区：
建南社区、果园社区、日月潭社区、街兴社区、南山社区、新开社区、西山坡社区、建北社区、小街社区和宏业社区。